# Teatro Rivoli
El Teatro Rivoli (nom portuguès, anomenat oficialment Rivoli Teatro Municipal) és una sala d'entreteniment situada a Porto (Portugal). Va ser inaugurat el 1913. A la dècada del 1970, el teatre va patir un retrocés, causat per una mala situació financera. El Rivoli va començar a deteriorar-se fins que l'Ajuntament de Porto va decidir comprar l'edifici. El teatre es va tancar el 1992 per un projecte total de remodelació, a carrèc de l'arquitecte Pedro Ramalho. L'anterior àrea de 6.000 m² s'ha ampliat a més d'11.000 m², amb la creació d'un auditori, un cafè concert, una sala d'assaig i un hall per a l'entrada dels artistes, així com espais per als serveis administratius i tècnics. A l'octubre de 1997, el Rivoli Teatro Municipal va tornar a obrir les portes.